# Шампьон, Эмиль
Эми́ль Шампьо́н (фр. Émile Champion, 7 декабря 1879 — 1921) — французский легкоатлет, серебряный призёр летних Олимпийских игр 1900.
На Играх Шампьон участвовал только в марафонском забеге, который был проведён 19 июля. С результатом 3:04:17,0 он занял второе место, получив серебряную медаль.